# Le Tag parfait
Le Tag Parfait est un magazine en ligne français consacré à la culture pornographique. Il a été lancé en mars 2010 par Stephen des Aulnois, rédacteur en chef jusqu'en février 2019. Une cinquantaine de contributeurs réguliers rédigent articles, reportages et interviews en rapport avec la pornographie en ligne sous un angle à la fois culturel, sociologique et anthropologique. 
On y trouve du contenu rédactionnel et pornographique. 
Chaque mois depuis février 2011, une lectrice ou un lecteur du Tag Parfait se dévoile et répond à quelques questions concernant son rapport à la pornographie : ce sont les Parfaites.
Les activités annexes sont une boutique en ligne de sextoys, les soirées régulières « Le Fap Club » et le lancement fin 2013 de la production de films pornographiques.
Le 11 février 2019, à la suite de l'affaire de la « Ligue du LOL », Stephen des Aulnois se retire de son poste et met en pause l'activité du site « pour un temps indéterminé, le temps de la réflexion et du recul ». Une réalisatrice, actrice porno, activiste et ancienne rédactrice du Tag Parfait qui utilise le pseudonyme de Carmina reprend le poste de rédactrice en chef.